# Nati nel 1673
| Questa pagina contiene informazioni ricavate automaticamente dalle voci biografiche con l'ausilio del template Bio e di un bot. L'aggiornamento è periodico e automatico e ricostruisce completamente la pagina. Se manca una persona in questa lista, sei pregato di non aggiungerla, ma accertati piuttosto che la sua voce biografica contenga il template Bio e che i dati anagrafici siano correttamente compilati. Se il template Bio manca, inseriscilo tu stesso o, in alternativa, metti l'avviso {{tmp\|Bio}} che ne segnala la mancanza. Se i dati riportati sono sbagliati, correggi direttamente la voce biografica; le modifiche saranno visibili in questa lista entro pochi giorni. Per chiarimenti vedi il progetto biografie. La lista contiene solo le 88 persone che sono citate nell'enciclopedia e per le quali è stato implementato correttamente il template Bio. Pagina aggiornata al 18 feb 2025. |

## Gennaio(9)
- 5 gennaio - Carlo di Brandeburgo-Schwedt, generale tedesco († 1695)
- 11 gennaio - Cristiano Augusto di Holstein-Gottorp, vescovo luterano tedesco († 1726)
- 12 gennaio - Rosalba Carriera, pittrice italiana († 1757)
- 18 gennaio - Christopher Butler, arcivescovo cattolico e nobile irlandese († 1757)
- 19 gennaio - Costantino Gatta, medico, antiquario e storico italiano († 1741)
- 19 gennaio - Christoph Franz von Hutten, vescovo cattolico tedesco († 1729)
- 23 gennaio - Violante Beatrice di Baviera, principessa e politica tedesca († 1731)
- 30 gennaio - Marc-Antoine Legrand, attore teatrale e drammaturgo francese († 1728)
- 31 gennaio - Luigi Maria Grignion de Montfort, presbitero francese († 1716)

## Febbraio(5)
- 1º febbraio - Alessandro Marcello, compositore italiano († 1747)
- 3 febbraio - Philip Stanhope, III conte di Chesterfield, nobile inglese († 1726)
- 9 febbraio - Francesco Filippo d'Este, nobile
- 15 febbraio - Johann Philipp Franz von Schönborn, vescovo cattolico tedesco († 1724)
- 22 febbraio - Luisa Elisabetta di Württemberg-Oels, nobile tedesca († 1736)

## Marzo(7)
- 9 marzo - Bartolomeo Pucci, vescovo cattolico italiano († 1737)
- 11 marzo - Xavier Ehrenbert Fridelli, gesuita, missionario e cartografo austriaco († 1743)
- 15 marzo - Johann Christoph Müller, cartografo tedesco († 1721)
- 15 marzo - Gabriel Taschereau de Baudry, politico e nobile francese († 1755)
- 16 marzo - Jean Bouhier, giurista e magistrato francese († 1746)
- 22 marzo - Giuseppe Amico di Castell'Alfero, militare italiano († 1751)
- 30 marzo - Louis d'Aubusson de la Feuillade, generale francese († 1725)

## Aprile(5)
- 11 aprile - Nicolaes Verkolje, incisore, pittore e disegnatore olandese († 1746)
- 16 aprile - Francesco Feroci, compositore, organista e poeta italiano († 1750)
- 23 aprile - Benigno da Cuneo, francescano italiano († 1744)
- 26 aprile - Guglielmina Amalia di Brunswick-Lüneburg († 1742)
- 28 aprile - Claude Gillot, pittore francese († 1722)

## Maggio(6)
- 5 maggio - Filippo Ernesto di Schleswig-Holstein-Sonderburg-Glücksburg, duca († 1729)
- 16 maggio - Charles du Plessis d'Argentré, vescovo cattolico francese († 1740)
- 17 maggio - Lothar Joseph Dominik von Königsegg-Rothenfels, generale e diplomatico austriaco († 1751)
- 19 maggio - Federico III d'Assia-Homburg, nobile tedesco († 1746)
- 20 maggio - Carlo Orazi, presbitero e missionario italiano († 1755)
- 29 maggio - Cornelis van Bynkershoek, giurista olandese († 1743)

## Giugno(4)
- 1º giugno - Luisa Francesca di Borbone, nobile francese († 1743)
- 10 giugno - René Duguay-Trouin, ammiraglio e corsaro francese († 1736)
- 11 giugno - Bernard Picart, incisore francese († 1733)
- 20 giugno - Giuseppe Maria Ercolani, religioso italiano († 1759)

## Luglio(4)
- 5 luglio - Friedrich Heinrich von Seckendorff, nobile, feldmaresciallo e diplomatico tedesco († 1763)
- 18 luglio - Edvige del Palatinato-Neuburg, principessa († 1722)
- 25 luglio - Santiago de Murcia, chitarrista e compositore spagnolo († 1739)
- 27 luglio - Pietro Paltronieri, pittore italiano († 1741)

## Agosto(9)
- 3 agosto - Giovanni Battista Altieri, cardinale e arcivescovo cattolico italiano († 1740)
- 6 agosto - Henry FitzJames, I duca di Albemarle, generale inglese († 1702)
- 6 agosto - Giovanni Marangoni, teologo e archeologo italiano († 1753)
- 7 agosto - Giovanni Carlo Bonlini, letterato italiano († 1731)
- 10 agosto - Johann Konrad Dippel, alchimista tedesco († 1734)
- 11 agosto - Richard Mead, medico britannico († 1754)
- 13 agosto - Giuseppe Melani, pittore italiano († 1747)
- 22 agosto - Natal'ja Alekseevna Romanova, drammaturga russa († 1716)
- 30 agosto - Vincenzo Giustiniani, III principe di Bassano, nobile italiano († 1754)

## Settembre(4)
- 3 settembre - Maddalena Sibilla di Sassonia-Weissenfels, duchessa tedesca († 1726)
- 13 settembre - Franz Retz, gesuita ceco († 1750)
- 21 settembre - Jean-Aimar Piganiol de La Force, scrittore e geografo francese († 1753)
- 27 settembre - Luigi Maria Strozzi, nobile e vescovo cattolico italiano († 1736)

## Ottobre(5)
- 10 ottobre - Francesco Gaetano Gonzaga, nobile italiano († 1735)
- 16 ottobre - Mary Tudor, contessa di Derwentwater, nobildonna e attrice inglese († 1726)
- 26 ottobre - Dimitrie Cantemir, letterato, storico e filosofo romeno († 1723)
- 27 ottobre - Luigi I di Melun, generale francese († 1704)
- 29 ottobre - Gaetano Zuanelli, vescovo cattolico italiano († 1736)

## Novembre(3)
- 1º novembre - Mainardo II di Hohenzollern-Sigmaringen, principe († 1715)
- 3 novembre - Matteo Basile, arcivescovo cattolico italiano († 1736)
- 21 novembre - Nicolas Mahudel, gesuita, archeologo e numismatico francese († 1747)

## Dicembre(3)
- 21 dicembre - Tommaso Rossi, filosofo italiano († 1743)
- 22 dicembre - Leandro di Porcia, cardinale e vescovo cattolico italiano († 1740)
- 30 dicembre - Ahmed III, sultano ottomano († 1736)

## Senza giorno specificato(24)
- Joseph Abeille, architetto francese († 1752)
- Francisco Balbasor, militare e matematico italiano († 1743)
- Antoine Banier, mitografo, traduttore e religioso francese († 1741)
- Anton Giulio II Brignole Sale, ambasciatore italiano († 1710)
- Giovanni Battista Caruso, storico italiano († 1724)
- James Drummond, II duca di Perth, nobile scozzese († 1720)
- Gabriele d'Este, nobile italiano († 1734)
- George Graham, orologiaio e inventore inglese († 1751)
- Giovanni Battista Grimaldi, doge († 1757)
- Nicolò Grimaldi, cantante castrato italiano († 1732)
- Mirwais Hotak, condottiero afghano († 1715)
- Giovanni Battista Lama, pittore italiano († 1748)
- Pierre Denis Martin, pittore e disegnatore francese († 1743)
- Gaetano Martoriello, pittore italiano († 1723)
- Enrico Nassau d'Auverquerque, I conte di Grantham, nobile († 1754)
- Iacopo Angelo Nelli, commediografo italiano († 1767)
- George Olivier Wallis, generale austriaco († 1744)
- Carlo Penna, pittore italiano
- Józef Potocki, condottiero polacco († 1751)
- Edward Rich, VI conte di Warwick, conte britannico († 1701)
- James Stanhope, I conte Stanhope, politico e militare britannico († 1721)
- George Wade, generale irlandese († 1748)
- Anne Geneviève de Lévis, nobile francese († 1727)
- Andrea dell'Asta, pittore italiano († 1721)